# Estádio do Café (Gleno)
O Estádio Municipal de Ermera, também conhecido como Estádio do Café, é um estádio de futebol localizado na cidade de Gleno, capital do município de Ermera, em Timor-Leste.
Reinaugurado em agosto de 2019, possui esta alcunha por haver pertencido ao clube desportivo local, o Centro Associativo de Futebol da Ermera, também conhecido como Café F.C.. 
É utilizado principalmente para jogos do Campeonato Timorense de Futebol, como opção ao estádio nacional, sendo também um centro de treinamento de atletismo.